# Jaruplund-Vedding
Jaruplund-Vedding (dansk) eller Jarplund-Weding (tysk) var en kommune beliggende syd for Flensborg. Kommunen blev dannet i marts 1974 ud af de hidtil selvstændige kommer Jaruplund og Veding (Vedding). I 2008 blev både Jaruplund og Veding indlemmet i nabokommunen Hanved. I Jaruplund findes Jaruplund Højskole. Højskolen er den eneste danske folkehøjskole syd for grænsen.Største virksomhed i den tidligere kommune er JYSKs Tyskland-central (under navnet Dänisches Bettenlager). 
I den danske tid indtil 1864 hørte Jaruplund under Oversø Sogn (Ugle Herred, Flensborg Amt), mens Veding hørte under Hanved Sogn (Vis Herred, Flensborg Amt).